# The Book of Kings
The Book of Kings è un album in studio del gruppo musicale funeral doom Mournful Congregation, pubblicato nel 2011 dalla Weird Truth Productions.

## Tracce
1. The Catechism of Depression – 19:19
2. The Waterless Streams – 12:18
3. The Bitter Veils of Solemnity – 12:02
4. The Book of Kings – 33:10

## Formazione
- Damon Good - voce, basso, chitarra, tastiera
- Justin Hartwig - chitarra
- Ben Newsome - basso
- Adrian Bickle - batteria